# Amadynka długosterna
Amadynka długosterna, amadynka ostrosterna (Poephila acuticauda) – gatunek małego ptaka z rodziny astryldowatych (Estrildidae), zamieszkujący północną Australię.

## Systematyka
Wyróżniono dwa podgatunki P. acuticauda:
- amadynka długosterna (P. acuticauda acuticauda) – północno-zachodnia Australia.
- amadynka czerwonodzioba (P. acuticauda hecki) – północna Australia.

## Morfologia
Osiąga długość do 16 cm. Głowa szara. Pod szyją ciemny kantarek. Dziób żółty lub czerwony. Nogi pomarańczowe. Reszta upierzenia z wyjątkiem ogona beżowa. Za nogami ciemny pas. Sterówki ciemno czarne. Całe upjerzenie mocno przylegające. Dymorfizm płciowy mało widoczny, samiec ma jedynie większą plamę na gardle. 

## Ekologia i zachowanie
Występuje na rzadko porośniętych drzewami eukaliptusowymi sawannach. Żywi się nasionami traw i chwastów oraz drobnymi owadami. Gniazdo buduje w koronach drzew, ale częściej w krzewach lub trawach. Gniazdo jest całkowicie zamknięte. Samica składa 4–7 białych jaj o wymiarach 16×12 mm. Młode opuszczają gniazdo po około 21 dniach. Pary często siedzą ciasno przy sobie, gładząc wzajemnie piórka.

## Status
Międzynarodowa Unia Ochrony Przyrody (IUCN) uznaje amadynkę długosterną za gatunek najmniejszej troski (LC, least concern) nieprzerwanie od 1988 roku. Całkowita liczebność populacji nie została oszacowana, ale ptak opisywany jest jako pospolity lub dość pospolity. Trend liczebności populacji uznaje się za stabilny.